# Pointer Nunatak
Pointer Nunatak är en nunatak i Antarktis. Den ligger i Östantarktis. Argentina och Storbritannien gör anspråk på området. Toppen på Pointer Nunatak är 1 245 meter över havet.
Terrängen runt Pointer Nunatak är kuperad åt sydväst, men åt nordost är den platt. Trakten är obefolkad. Det finns inga samhällen i närheten. 